# NGC 5208
NGC 5208 ist eine 13,9 mag helle Linsenförmige Galaxie  vom Hubble-Typ S0 mit aktivem Galaxienkern im Sternbild Jungfrau auf der Ekliptik. Sie ist schätzungsweise 301 Millionen Lichtjahre von der Milchstraße entfernt und hat einen Durchmesser von etwa 155.000 Lichtjahren. Vermutlich bildet sie gemeinsam mit PGC 47640 und ECO 12362 ein gravitativ gebundenes Galaxientrio. 

Im selben Himmelsareal befinden sich u. a. die Galaxien NGC 5209, NGC 5210, NGC 5212, NGC 5239.
Das Objekt wurde am 19. März 1787 von Wilhelm Herschel mit einem 18,7-Zoll-Spiegelteleskop entdeckt, der sie dabei mit „Two. Both vF and vS“ beschrieb. Bei dem anderen genannten Objekt handelt es sich um NGC 5209.